# افتن، شهرستان گلن، کالیفرنیا
افتن (به انگلیسی: Afton) یک منطقهٔ مسکونی در ایالات متحده آمریکا است که در شهرستان گلن، کالیفرنیا واقع شده‌است. افتن ۲۲ متر بالاتر از سطح دریا واقع شده‌است.